# Gert Hoffmann

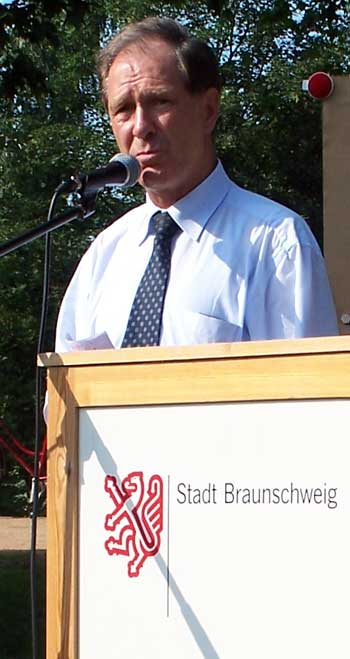
Gert Hoffmann (2006)

Gert Hoffmann (* 1. März 1946 in Berlin-Kreuzberg) ist ein deutscher Verwaltungsjurist und Politiker (CDU, zuvor NPD). Vom 1. November 2001 bis 1. Juli 2014 war er Oberbürgermeister der Stadt Braunschweig.

## Leben

### Wissenschaftliche Laufbahn
Nach dem Abitur am Berliner Arndt-Gymnasium Dahlem im Jahr 1967 und Wehrdienst in Wesendorf (Landkreis Gifhorn) studierte Hoffmann Rechtswissenschaft an der Georg-August-Universität Göttingen. Das Referendariat machte er von 1972 bis 1974 bei der Stadt Göttingen und beim Regierungsbezirk Hildesheim. Nach dem Assessorexamen im Jahr 1974 war er bis 1975 wissenschaftlicher Assistent an der Universität. 1987 promovierte er bei Edzard Schmidt-Jortzig an der Christian-Albrechts-Universität Kiel.

### Beruf
Von 1975 bis 1976 war Hoffmann Assessor beim Niedersächsischen Städte- und Gemeindebund und beim Landkreis Land Hadeln in Otterndorf. Im Mai 1976 wurde er Samtgemeinde- und Gemeindedirektor der Samtgemeinde Hemmoor. 1979 stellte er sich in Gifhorn zur Wahl des Stadtdirektors, dort war Hoffmann von 1980 bis 1991 tätig. Nach der Wende wurde er im Januar 1991 der erste Regierungspräsident im Regierungsbezirk Dessau. In diese Zeit fallen zahlreiche wichtige Weichenstellungen für die Region. So regte Hoffmann den Umzug des Umweltbundesamts nach Dessau an, war maßgeblich an der raschen Ansiedlung der Bayer AG in Bitterfeld beteiligt und setzte sich durch eine konsequente Raumordnungspolitik für eine Stärkung der Innenstädte ein. Daneben gründete Hoffmann die Gesellschaft der Freunde des Dessau-Wörlitzer Gartenreichs, des heute größten privaten Fördervereins für Kultureinrichtungen in Sachsen-Anhalt.
Nachdem die Landtagswahl in Sachsen-Anhalt 1994 zum Magdeburger Modell geführt hatte, wurde Hoffmann vom neuen Ministerpräsidenten Reinhard Höppner entlassen. Hoffmann arbeitete danach als Rechtsanwalt in der Wirtschaftsberatung und wurde stellvertretender Aufsichtsratsvorsitzender der Stahl- und Maschinenbau AG in Regis-Breitingen.
1997 war er als möglicher Chef der Treuhand-Liegenschaftsgesellschaft in der engsten Auswahl. Das Bundeskabinett entschied sich für Thilo Sarrazin.

### Politik

#### Anfänge in der NPD
Hoffmann trat 1967 in die NPD ein und kandidierte 1968 als Student auf einer Liste namens UNS (Unabhängige Studenten) erfolgreich für den Göttinger Studentenrat. Laut den „Deutschen Nachrichten“ (DN) war das bundesweit die „erstmalige Wahl eines Nationaldemokraten“ in einen Studentenrat. Er begründete sein Engagement mit dem „aufgrund der Teilung Berlins entstandene(n) Antikommunismus“, einer „emotionalen“ Ablehnung der Studentenbewegung, der Außerparlamentarischen Opposition und der Großen Koalition. Im Sommer 1968 wurde Hoffmann Gründungsvorsitzender der Göttinger Hochschulgruppe des Nationaldemokratischen Hochschulbundes (NHB) und stellvertretender NHB-Bundesvorsitzender. In der Funktion wurde er im Sommer 1969 bestätigt. Das Scheitern der NPD bei der Bundestagswahl 1969 an der Sperrklausel erklärte er in den DN mit „Manipulation durch die Meinungsinstitute“ und die angebliche „Hetz- und Verleumdungskampagne in Presse, Funk und Fernsehen“ und des „APO- und DGB-Terrors“ und schrieb weiter: „Die NPD muß nicht um ihrer selbst, sondern um des deutschen Volkes willen die Partei der denkenden und schaffenden Jugend werden … Wir haben nur die erste ‚Schlacht‘ verloren: Uns gehört die Zukunft – diese Gewißheit läßt auf unsere Stunde warten!“ Im gleichen Jahr verließ er jedoch die NPD.

#### Karriere in der CDU
1970 trat Hoffmann in die CDU ein und bekleidete dort bald einige Posten. 1972 wurde er Stellvertretender Kreisvorsitzender der Jungen Union und kurz darauf Pressesprecher des Göttinger Kreisverbandes der CDU. 1983 zog er nach öffentlichen Diskussionen um seine ehemalige NPD-Mitgliedschaft eine Bewerbung als Oberstadtdirektor in Hildesheim zurück.
Nachdem die Einwohnerzahl von Gifhorn durch den Zuzug von etwa 1.500 Aussiedlern und zahlreichen Übersiedlern aus der DDR innerhalb von drei Jahren auf knapp 37.000 gestiegen war, fasste der Verwaltungsausschuss im Dezember 1989 unter Federführung des Stadtdirektors Hoffmann einen Beschluss, in dem es hieß, die „Harmonie“ sei durch den „ungebrochenen Zustrom von Aus- und Übersiedlern nach Gifhorn“ gestört; es solle deshalb „der Asylantenbestand kurzfristig und mittelfristig ganz abgebaut“ werden, die Stadt werde keine „Unterbringungsprogramme für ehemalige Nichtseßhafte“ mehr fördern. In der Regionalpresse ließ Hoffmann Anzeigen schalten, in denen diese Maßnahmen begründet wurden. Gifhorn kam dadurch bundesweit in die Presse. Unter anderem Der Spiegel kritisierte: „Was der Stadtdirektor will, bringen rechtsradikale Schmierer gern auf eine kurze Formel: »Ausländer raus«.“

#### Oberbürgermeister in Braunschweig
Bei den Kommunalwahlen in Niedersachsen 2001 trat Hoffmann als Kandidat der CDU für die Wahl zum Oberbürgermeister Braunschweigs an. Er setzte sich dabei am 23. September 2001 erst in einer Stichwahl mit 57,4 % gegen Gernot Tartsch (SPD) durch. Ein Versprechen in seinem Wahlkampf war die Konsolidierung des Haushalts der Stadt durch eine rigide Sparpolitik. Hoffmann realisierte das durch ein striktes Sparpaket mit der linearen Kürzung aller Zuschüsse u. a. m. sowie die Teilprivatisierung städtischer Unternehmen wie der Braunschweiger Versorgungs-AG unter Behalt einer Sperrminorität von 25,1 Prozent oder Schließung des besonders bei Jugendlichen beliebten Freizeit- und Bildungszentrums. Im Jahr 2005 wurde erstmals ein positiver Haushaltsabschluss erreicht. Die Entschuldung durch den Verkauf des städtischen „Tafelsilbers“ wurde als Einmal-Effekt kritisiert.
Massive Unterstützung im Wahlkampf erhielt er durch eine Koalition aus lokalen Wirtschaftsgrößen, die unter anderem ganzseitige Anzeigen in der Braunschweiger Zeitung finanzierten. Die wichtigsten Unterstützer wirkten später als „Schlossfreunde“ darauf hin, dass anstelle des Schlossparks ein Hybridgebäude realisiert werden konnte, das aus der Rekonstruktion des Braunschweiger Residenzschlosses und dem Einkaufszentrum Schloss Arkaden besteht. Voran ging Richard Borek, der sich auch für den Wiederaufbau des Berliner Stadtschlosses einsetzte. Hoffmann sorgte dafür, dass in der Schlossrekonstruktion im Wesentlichen wichtige kulturelle Einrichtungen der Stadt untergebracht wurden.
Auf Hoffmanns Initiative bewarb sich Braunschweig als Kulturhauptstadt Europas 2010, unterlag aber der Stadt Essen und dem Ruhrgebiet. Dagegen setzte sich die Stadt Braunschweig mit ihrer Bewerbung um den Titel „Stadt der Wissenschaft 2007“ im Wettbewerb des Stifterverbandes für die Deutsche Wissenschaft im März 2006 gegen Aachen und Freiburg im Breisgau durch.
Zudem trieb Hoffmann mit den Ratsfraktionen von CDU und FDP das in der Bevölkerung kontrovers diskutierte Projekt des Baus eines Einkaufszentrums durch die Firma ECE Projektmanagement auf dem erwähnten Areal des Schlossparks entschlossen voran. Der Rat stimmte mit einer Stimme Mehrheit für die Überbauung des Schlossparks. Nach einem Auswahlverfahren unter renommierten deutschen Architekturbüros und der Empfehlung einer Jury unter dem Vorsitz von Peter Kulka errichtete ECE das Einkaufscenter als Shopping-Mall sowie unter Verwendung von rund 650 originalen Fassadenteilen die Schlossrekonstruktion, die rund ein Viertel des gesamten Bauvolumens ausmacht. 80 Prozent der Grundfläche der Schlossrekonstruktion werden mit der öffentlichen Stadtbücherei, der städtischen Bibliothek, dem Stadtarchiv, dem Kulturinstitut, einem Veranstaltungssaal und seit 2011 auch einem Schlossmuseum von der Stadt als Mieterin kulturell genutzt.
Im August 2004 sorgte Hoffmann für Aufsehen, als auf sein Bestreben hin in der Stadtverwaltung die konventionelle Rechtschreibung von 1901 eingeführt und die neue Rechtschreibung abgeschafft wurde. Daraufhin wurde er von der Bild-Zeitung mit dem sogenannten „BILD-Orden – Retter der deutschen Sprache“ geehrt. Am 8. Oktober 2004 beschlossen die deutschen Ministerpräsidenten jedoch einstimmig, dass die neue Rechtschreibung termingerecht eingeführt werden solle. Im August des Jahres 2005 wurde auch in Braunschweig wieder entschieden, sich prinzipiell nach der neuen Rechtschreibung zu richten.
Hoffmann wurde bei der Kommunalwahl 2006 bereits im ersten Wahlgang mit 58,0 % bei 49,3 % Wahlbeteiligung für acht Jahre als Oberbürgermeister im Amt bestätigt.
Nachdem der Satiriker Hartmut El Kurdi im Braunschweiger Stadtmagazin Subway Hoffmann wiederholt kritisiert und dabei auch dessen NPD-Mitgliedschaft thematisiert hatte, wies dieser 2007 die Mitarbeiter seiner Stadtverwaltung an, bei offiziellen Anlässen nicht mehr gemeinsam mit El Kurdi aufzutreten, was einem faktischen Auftrittsverbot bei städtischen und städtisch finanzierten Kulturveranstaltungen gleichkam. Das zumeist kritische Echo in den Medien reichte von „überzogen“ bis „versuchte Einschränkung der Meinungsfreiheit“. Vom Deutschen Kulturrat wurde Hoffmann für sein Verhalten gegen El Kurdi gerügt. Er nahm die umstrittene Anweisung trotz erheblicher Kritik nicht zurück.
Am 10. Juni 2014 wurde Hoffmann die Niedersächsische Landesmedaille von Ministerpräsident Stephan Weil (SPD) für seine Verdienste um das Land Niedersachsen verliehen.
Am 30. Juni 2014 übergab Hoffmann, der altersbedingt nicht für eine weitere Periode kandidieren konnte, sein Amt an den zuvor gewählten Nachfolger Ulrich Markurth (SPD).
Hoffmann brachte im Frühjahr 2018 seine Erinnerungen „Von Irrwegen in die Verantwortung“ heraus und stellte sie in Berlin zusammen mit dem ehemaligen Bundesaußenminister Sigmar Gabriel vor.

#### Sonstige Funktionen
Von 2005 bis 2017 war Hoffmann Präsident der Stiftung Braunschweigischer Kulturbesitz.

### Privates
Hoffmann ist seit 1973 verheiratet und hat einen Sohn und eine Tochter.

## Veröffentlichungen

### Artikel in Fachzeitschriften
- Die schleichende Aushöhlung der kommunalen Selbstverwaltung. Städte- und Gemeindebund (StGB), 1977, S. 132 ff.
- Für eine Überprüfung der Zweigleisigkeit in Niedersachsen. Niedersächsischer Städtetag (NST-N), 1985, S. 57 ff.
- Die Zweigleisigkeit – umstritten seit 40 Jahren. Niedersächsischer Städtetag (NST-N), 1987, S. 205 ff.
- Die sogenannte Zweigleisigkeit der niedersächsischen Kommunalverfassung. Ein Beitrag zur aktuellen Reformdiskussion. 1987, ISBN 3-509-01551-7.
- Die Abwahl kommunaler Wahlbeamter als Konsequenz ihrer Einbindung in die Politik. Die Öffentliche Verwaltung (DÖV), 1990, S. 320 ff.
- Die staatliche Mittelinstanz in den neuen Bundesländern. Die Öffentliche Verwaltung (DÖV), 1992, S. 689 ff.
- Zur Situation des Kommunalverwaltungsrechts nach den Gesetzgebungen in den neuen Bundesländern. Die Öffentliche Verwaltung (DÖV), 1994, S. 621 ff.

### Zeitungsartikel
- Widerstand der akademischen Jugend. Aufgabe und Einsatz der nationalen Studenten. In: Deutsche Nachrichten. Nr. 43/1968, S. 8.
- Wir Jungen stehen zur Sache. Stärker noch auf die deutsche Jugend setzen. In: Deutsche Nachrichten. Nr. 43/1969, S. 13.
- Lohnende Ziele für Bürgerprotest. (Fremde Federn, Gastkommentar). In: Frankfurter Allgemeine Zeitung. 13. April 2011, S. 10.
- Über die Verhältnisse gelebt (Gastkommentar). In: Braunschweiger Zeitung. 13. Februar 2012, S. 4.

### Juristische Kommentare
- Kommentierung zu §§ 30 bis 50 NGO. In: Thieme/Schäfer: Niedersächsische Gemeindeordnung – Kommentar. 3. Auflage, 1997.

### Beiträge in Sammelbänden
- Erinnerungen an den Aufbau der staatlichen Verwaltung in Anhalt. In: Michael Kilian (Hrsg.): Sachsen-Anhalt, Land der Mitte. 2002.
- Stärkerer Zusammenhalt ist Überlebensfrage für die Region. In: Biegel (Hrsg.): Braunschweigischer Kalender 2010. S. 26 ff.
- Privatisierungen und PPP im Lichte praktischer Erfahrungen. In: Peter Kurth, Anne Baum-Rudischhauser (Hrsg.): Ressource Abfall – politische und wirtschaftliche Betrachtungen anläßlich des 50-jährigen Bestehens des BDE. 2011, S. 204 ff.

### Autobiografie
- Von Irrwegen in die Verantwortung: Zeitzeuge und Gestalter in bewegten Zeiten. Klartext, Essen 2018, ISBN 9783837519150.